# بریتنی اسکای
بریتنی اسکای (انگلیسی: Brittney Skye؛ زاده ۵ نوامبر ۱۹۷۷) بازیگر پورنوگرافی اهل ایالات متحده آمریکا است.